# Angi (Künstler)
Angi, Taufname Jeanmarie Hänggi (* 7. Juli 1936 in Pruntrut; † 12. September 2000 ebenda, heimatberechtigt in Nunningen und Porrentruy), war ein Schweizer bildender Künstler, Architekt, Bildhauer und Zeichenlehrer.

## Leben und Werk
Angi studierte Architektur an der ETH Zürich. Nach seinem Abschluss 1962 arbeitete er in Paris, Lissabon und Mexiko-Stadt. 1964 kehrte er nach Pruntrut zurück und arbeitete als Architekt und am Gymnasium als Zeichenlehrer. 1971 erhielt er ein Eidgenössisches Kunststipendium.
Angi stellte seine Werke in zahlreichen Gruppenausstellungen in der Schweiz, Frankreich, Mexiko, Istanbul und Lissabon aus. 1975 fand im Kunstmuseum in Moutier sowie 1996 im Hôtel-Dieu in Pruntrut eine Retrospektive statt. 1965 schuf er für die Kirche in Damvant und für die Kapelle Buntglasfenster sowie Skulpturen für die Saint-Paul-Kapelle in Pruntrut.
Angi war 1979 ein Gründungsmitglied der Sektion Jura der GSMBA. Deren Präsident war der Architekt André Brahier. Weitere Gründungsmitglieder waren Jean-François Comment, Gérard Bregnard und Peter Fürst.
Viele seiner Glasmalereien befinden sich in Privatbesitz.